# Волейбол на летних Олимпийских играх 2012
Соревнования по волейболу на летних Олимпийских играх 2012 прошли с 27 июля по 12 августа. Было разыграно четыре комплекта наград.

## Медали

### Общий зачёт
(Жирным выделено самое большое количество медалей в своей категории; принимающая страна также выделена)
| Общее количество медалей |          |        |         |        |       |
| Место                    | Страна   | Золото | Серебро | Бронза | Всего |
| 1                        | Бразилия | 1      | 2       | 1      | 4     |
| 2                        | США      | 1      | 2       | 0      | 3     |
| 3                        | Россия   | 1      | 0       | 0      | 1     |
| 3                        | Германия | 1      | 0       | 0      | 1     |
| 5                        | Италия   | 0      | 0       | 1      | 1     |
| 5                        | Япония   | 0      | 0       | 1      | 1     |
| 5                        | Латвия   | 0      | 0       | 1      | 1     |

### Медалисты

#### Волейбол
| Дисциплина | Золото | Серебро | Бронза |
| Мужчины    | Россия · Николай Апаликов · Юрий Бережко · Александр Бутько · Александр Волков · Сергей Гранкин · Дмитрий Ильиных · Максим Михайлов · Дмитрий Мусэрский · Алексей Обмочаев · Александр Соколов · Сергей Тетюхин · Тарас Хтей | Бразилия · Бруно · Леандро Виссотто · Данте · Жиба · Лукас · Мурило · Рикардо · Родриган · Сержио · Сидан · Тьяго · Уоллес                                                                             | Италия · Андреа Бари · Эмануэле Бирарелли · Данте Бонинфанте · Андреа Джови · Иван Зайцев · Михал Ласко · Луиджи Мастранджело · Самуэле Папи · Симоне Пароди · Кристиан Савани · Драган Травица · Алессандро Феи |
| Женщины    | Бразилия · Аденизия · Дани Линс · Жаклин · Наталия · Паула · Таиса · Тандара · Фаби · Фабиана · Фе Гарай · Фернанда Феррейра · Шейла                                                                                         | США · Фолуке Акинрадево · Линдси Берг · Джордан Ларсон · Тамари Мияширо · Даниэле Скотт · Николь Дэвис · Логан Том · Кортни Томпсон · Тайиба Ханиф-Парк · Криста Хармотто · Меган Ходж · Дестини Хукер | Япония · Эрика Араки · Хитоми Накамити · Каори Иноуэ · Майко Кано · Саори Кимура · Ай Отомо · Саори Сакода · Юко Сано · Риса Синнабэ · Ёсиэ Такэсита · Май Ямагути · Юкико Эбата                                 |

#### Пляжный волейбол
| Дисциплина | Золото                                         | Серебро                                  | Бронза                                     |
| Мужчины    | Германия · Юлиус Бринк · Йонас Рекерман        | Бразилия · Эмануэл Рего · Алисон Серутти | Латвия · Мартиньш Плявиньш · Янис Шмединьш |
| Женщины    | США · Мисти Мэй-Трейнор · Керри Уолш Дженнингс | США · Эйприл Росс · Дженнифер Кесси      | Бразилия · Ларисса · Жулианна              |

## Спортивные объекты
| Волейбол            | Пляжный волейбол                                |
| Эрлс Корт           | Плац конной гвардии (англ. Horse Guards Parade) |
| ------------------- | ----------------------------------------------- |
| Вид снаружи         |                                                 |
| Вместимость: 15 000 | Вместимость: 15 000                             |

## Соревнование
Олимпийские турниры по волейболу среди мужских и женских команд прошли по одинаковой схеме. На первом (групповом) этапе сборные разделены на группы (A и B) по 6 команд в соответствии с местами, которые они занимали в рейтинге Международной федерации волейбола по состоянию на 4 января 2012 года. Впервые на групповом этапе применялась трёхочковая система: за победы со счётом 3:0 и 3:1 начисляется 3 очка, за победу со счётом 3:2 — 2 очка, за поражение 2:3 — 1 очко, за поражение 1:3 и 0:3 — 0 очков. В плей-офф вышли по 4 команды из каждой группы. В четвертьфинале победители групп сыграли с командами, занявшими четвёртые места, а состав двух других пар был определён жеребьёвкой. Затем состоялись полуфиналы, матч за «бронзу» и финал.